# 鳥取県人権侵害救済推進及び手続に関する条例
鳥取県人権侵害救済推進及び手続に関する条例（とっとりけんじんけんしんがいきゅうさいすいしんおよびてつづきにかんするじょうれい、平成17年鳥取県条例第94号）は、鳥取県の条例。 日本で初の人権救済を目的としていた。
2005年（平成17年）10月12日、鳥取県議会で可決・成立。2006年（平成18年）6月1日施行・2010年（平成22年）3月までの時限条例としていたが、施行前の2006年3月28日に公布施行された「鳥取県人権侵害救済推進及び手続に関する条例等の停止に関する条例」により、「別に条例で定める日」までの間その施行を凍結。2009年4月1日に施行された「鳥取県人権尊重の社会づくり条例の一部を改正等する条例」により、施行されないまま廃止された。

## 概要
鳥取県人権侵害救済推進及び手続に関する条例は、「人権の侵害により発生し、または、発生するおそれのある被害の適正かつ迅速な救済、または、その実効的な予防に関する措置を講ずることにより、人権が尊重される社会の実現に寄与することを目的」とする（条例1条）。なお、本条例は、延長その他の所要の措置が講じられないときは、2010年（平成22年）3月31日限りで効力を失う限時法とされた。
まず、条例は、人種等を理由とする差別的取扱いや言動、社会的信用を低下させる目的で公然とひぼう・中傷する行為などを「人権侵害」として禁止した（条例2条、3条）。
次に、条例は、「人権侵害」による被害の救済及び予防に関する職務を行うため、議会の同意を得て知事が任命する5人の委員からなる人権救済推進委員会を設けることとした（条例4条以下）。同委員会は、「人権侵害に関する問題について、相談に応ずる」ものとし、当事者からの聞き取り等調査を行って事実関係を確認し、調査結果は当事者に書面で通知するものとした（条例16条以下）。この調査結果に不服があるときは、再調査を申立てることができ、委員会は再度調査を行うものとした。なお、正当な理由なく事案の当事者が調査を拒み、妨げ、又は忌避する等、調査に協力しないときは、5万円以下の過料に処することとした（条例28条2項）。
そして、人権救済推進委員会は、調査の結果に基づき、人権侵害による被害を救済し、又は予防するため必要があると認めるときは、次に掲げる救済措置を講ずるものとした（条例21条）。
1. 人権侵害の被害を受け、又は受けるおそれのある者及びその関係者（被害者等）に対し、必要な助言、関係公的機関又は関係民間団体等の紹介、あっせんその他の援助をすること。
2. 人権侵害を行い、若しくは行うおそれのある者又はこれを助長し、若しくは誘発する行為を行う者及びその関係者（加害者等）に対し、当該行為に関する説示、人権尊重の理念に関する啓発その他の指導をすること。
3. 被害者等と加害者等の関係の調整を図ること。
4. 犯罪に該当すると思料される人権侵害について告発すること。

さらに、人権救済推進委員会は、生命若しくは身体に危険を及ぼす行為、公然と繰り返される差別的言動、ひぼう若しくは中傷等の重大な人権侵害が現に行われ、又は行われたと認める場合において、当該人権侵害による被害を救済し、又は予防するため必要があると認めるときは、次に掲げる措置を講ずるものとした（条例24条）。
1. 加害者等に対し当該人権侵害をやめ、又はこれと同様の行為を将来行わないよう勧告すること。
2. 加害者等に対し人権啓発に関する研修等への参加を勧奨すること。

そして、委員会がこの勧告を行ったにもかかわらず、当該加害者等が正当な理由なく当該勧告に従わないときは、その旨を公表することができるものとした。なお、この勧告、公表については、いずれも行う前に、あらかじめ弁明の機会を設けることとした（条例25条、26条）。

## 沿革
本条例は、2002年（平成14年）6月の県議会一般質問において、片山善博（当時鳥取県知事）が、「地方レベルの人権救済制度の必要性」を表明したことをその制定の発端とする。翌2003年（平成15年）9月に、知事は、「鳥取県人権尊重の社会づくり条例」（平成8年鳥取県条例第15号）に基づいて設置された「鳥取県人権尊重の社会づくり協議会」に対し、「地方レベルの人権救済制度」のあり方、条例案の検討を諮問した。同協議会は、2004年（平成16年）11月に最終審議を行い、この結果を踏まえて、同年12月に知事提案による鳥取県人権救済手続条例案が県議会に提出された。
同条例案は、当時国会で審議されていた人権擁護法案に類似した内容を持っていたため、同法案に対する批判と同様の批判を受けた。鳥取県弁護士会は、同条例案の問題点を指摘する会長声明を発表し、問題点を解消した上で、改めて議会に提案すべきと主張した。結局、知事提案による「鳥取県人権救済手続条例」案は、提出された12月議会、翌2005年（平成17年）の2月議会、6月議会で継続審査を繰り返し、10月に審議未了廃案となった。一方、知事提案による「鳥取県人権救済手続条例」案の審議において現れた問題点を修正したとする「鳥取県人権侵害救済推進及び手続に関する条例」案が議員提案され、2005年（平成17年）9月12日に県議会で可決成立し、2006年（平成18年）6月1日に施行することとされた。
条例可決が報道されると県内外から多数の批判が巻き起こり、同年11月30日までに鳥取県庁に寄せられた条例に関する意見は1,389件に及んだ。鳥取県弁護士会は、同条例の問題点を指摘する会長声明を発表し、同条例の改廃を求めて同条例施行規則の検討委員会に対する会員弁護士の派遣拒否を内容とする総会決議を行った。鳥取県は、「人権救済条例に関する懇話会」を開催して有識者の意見を徴し、これら意見を踏まえて、2006年（平成18年）3月に知事提案による「鳥取県人権侵害救済推進及び手続に関する条例等の停止に関する条例」が県議会で可決成立し、鳥取県人権侵害救済推進及び手続に関する条例は「別に条例で定める日」までの間、その施行を停止することとされた。停止に関する条例には、見直し事業費について「検討の過程の透明性、公平性を確保しながら見直しに要する期間は必要最小限とし、速やかに実効性のある条例を施行すること」との附帯意見が付された。
2006年（平成18年）5月、「人権救済条例見直し検討委員会」（委員会会長・永山正男、鳥取大学副学長）を設置。2007年（平成19年）10月までに18回開催され、条例の見直しを行った。
2007年（平成19年）4月、片山の退任に伴い平井伸治が新たに知事に就任。
11月、「人権救済条例見直し検討委員会」は施行凍結中の条例の事実上廃止を盛り込んだ意見書を知事に提出。これを受けて知事は条例の廃止は避けられないとの見解を示した。
2009年（平成21年）1月、知事は条例を廃止する条例案を2月議会に提案することを表明。
3月25日、人権侵害救済条例の廃止を含めた「鳥取県人権尊重の社会づくり条例の一部を改正等する条例」が県議会で可決・成立、4月1日に施行された為、人権侵害救済条例は施行されないまま廃止された。